# Chuck Lorre
Charles Michael "Chuck" Lorre (IPA: ˈlɔri; Plainview, New York, 1952. október 18.) amerikai rendező, író, producer, zeneszerző.
A 2010-es években a "sitcomok királyának" nevezték. A Grace Under Fire, Cybill, Dharma és Greg, Két pasi - meg egy kicsi, Agymenők, Mike és Molly, Anyák gyöngye, Az ifjú Sheldon, The Kominsky Method, Disjointed, Bob szereti Abisholát, B Positive és  United States of Al című vígjátéksorozatok készítőjeként ismert. A Roseanne producere is volt.

## Életpályája
Plainview-ban született, zsidó családba. Születésekor a héber "Chaim" nevet kapta. Érettségi után a State University of New York at Potsdam-en tanult, azonban két év után befejezte tanulmányait, hogy dalszerző karriert folytasson.
26 éves korában változtatta meg a vezetéknevét.
Miután befejezte tanulmányait, turnézott az Egyesült Államokban. A French Kissin' című dal szerzője volt. Az 1980-as években több rajzfilmsorozat forgatókönyvén is dolgozott. Az 1987-es Tini Nindzsa Teknőcök rajzfilmsorozat zenéjének írója volt Dennis Challen Brownnal együtt Az 1980-as években vígjátéksorozatok írója lett. A Roseanne sorozat egyik írója lett, és elkészítette első sorozatát, Frannie's Turn címmel, amely mindössze öt hétig futott.
A különböző üzenetek, amelyek a sorozatai végén láthatóak, Lorre védjegyévé váltak.

## Magánélete
Első felesége Paula Smith volt, akivel 1979-ben házasodott össze. 13 év után elváltak.
10 évig Karen Witter színésznő és Playmate férje volt. 2010 júliusában váltak el.
2010-től 2011-ig Emmanuelle Vaugier színésznővel járt.
2018 szeptemberében vette feleségül Arielle Mandelsont.